# Diatrype
Diatrype és un gènere de fongs de la família Diatrypaceae. Són ascomicets pirenomicets típicament ascohimenials i que presenten ascs amb un anell amiloide.
L'espècie més comuna és Diatrype disciforme, que habita sobre fusta morta d'arbres caducifolis.